# Yung (singolo)
Yung è un singolo del rapper italiano Dani Faiv, pubblicato il 4 gennaio 2019 come secondo estratto dalla riedizione del secondo album in studio Fruit Joint.

## Descrizione
Sesta traccia dell'album, il brano ha visto la partecipazione vocale del rapper Thasup, (all'epoca accreditato come Tha Supreme), produttore del brano.

## Tracce
1. Yung (ft. Tha Supreme) – 2:39